# Oxidationsmittel

GHS-Piktogramm 3

Brandfördernd
----
Gefahrensymbol O zur Kennzeichnung nach – veraltetem – EU-Recht

Ein Oxidationsmittel (auch Oxidans oder Oxidator) ist eine Substanz, die andere Substanzen oxidieren kann und dabei selbst reduziert wird. Oxidationsmittel können Elektronen aufnehmen, während Reduktionsmittel Elektronen abgeben. Deshalb werden Oxidationsmittel auch als Elektronenakzeptoren bezeichnet.

## Wandel des Begriffs
Im historischen engen  Sinne ist ein Oxidationsmittel – neben dem Element Sauerstoff selbst –  eine Substanz, die Sauerstoff abgeben kann (man spricht dann aber besser von Sauerstoffüberträgern). Im Hinblick darauf, dass Sauerstoff bei jeder Verbrennung – ebenso wie Fluor, Chlor usw. – Elektronen der zu oxidierenden Substanz z. B. des (Brenn-)Stoffes aufnimmt, wurde dann die heutige Definition eines Oxidationsmittels als Elektronenakzeptor geschaffen.

## Beispiele
- Sauerstoffdifluorid sowie Fluor selbst sind nach Kryptondifluorid die stärksten Oxidationsmittel überhaupt.
- Weitere Beispiele sind Wasserstoffperoxid H2O2 und seine Addukte wie Natriumpercarbonat,
- sauerstoffhaltige Anionen (Oxoanionen) von Übergangsmetallen in hohen Oxidationsstufen wie Permanganat MnO4− (siehe Kaliumpermanganat) oder Dichromat
- Cr2O72− und Chrom(VI)-oxid (Jones-Oxidation),
- Metallionen wie Ce4+, Edelmetallionen wie die von Silber und Kupfer,
- Anionen von Halogensauerstoffsäuren wie Bromat BrO3− und Hypochlorit ClO−,
- in der Biochemie die oxidierten Formen bestimmter Coenzyme wie NAD+, NADP+ oder FAD
- oder Elemente wie Sauerstoff (lateinisch: Oxygenium, daher die Bezeichnung „Oxidationsmittel“), Schwefel und die Halogene Fluor, Chlor, Brom und Iod.

## Oxidation und Reduktion
Oxidationsmittel reagieren mit Reduktionsmitteln in einer Redoxreaktion, darauf beruht z. B. auch das maßanalytische Verfahren der Redoxtitration.

## Oxidationsmittel als Bleich- und Desinfektionsmittel
Als Bleichmittel in der Papierherstellung und in der Herstellung und Reinigung von Textilien sowie als Desinfektionsmittel sind oder waren folgende Oxidationsmittel von alltäglicher Bedeutung:
- Ozon (O3) sowie die Peroxide Wasserstoffperoxid (H2O2) und Peroxyessigsäure (Peressigsäure, abgekürzt PES, CH3CO3H) – Bleichmittel auf Sauerstoffbasis;
- die Hypochlorite Natriumhypochlorit (NaOCl, Chlorbleiche/Chlorbleichlauge)/Javelwasser/Eau de Javel/Kaliumhypochlorit (KOCl) sowie Chlor (Gas, wässrige Lösung) – Bleichmittel auf Chlorbasis;
- in Wasch- und Reinigungsmitteln auch die Peroxide Perborat und Percarbonat;
- zum Desinfizieren auch Iod.

Chlor-basierte Methoden sind effizienter und billiger als Sauerstoff-basierte, andererseits ökologisch bedenklicher und eher unangenehm riechend. Allerdings wirkt Ozon auf Menschen ähnlich wie Chlor – reizend bis giftig.

## Stoffliste
→ Kategorie:Brandfördernder Stoff